# Mahwash
Farida Mahwash (* 1947 in Kabul) ist eine populäre afghanische Sängerin, die als einzige Frau den Titel Ustād trägt. Sie lebt derzeit im Exil in Kalifornien, USA.

## Biographie
Farida  Mahwash kam in ein einer religiös-konservativen Familie zur Welt. Ihre Mutter war Koranlehrerin in einer Sekundarschule, ihr Vater Mohammad Ayūb war ein Ladenbesitzer. Mitte der 1960er Jahre nahm sie eine Stelle als Sekretärin bei Radio Afghanistan an. Hier wurde ihre Stimme durch den Direktor des Senders Hafizullah Khyal entdeckt, der sie 1967 als Radiosängerin verpflichtete. Sie wurde rasch zu einer bekannten Sängerin, da sie täglich live im Radio zu hören war und in Kabul bei großen Hochzeiten auftrat. Mahwash nahm Unterricht bei Ustād Mohammad Hashem Cheshti, der zahlreiche Lieder für sie schrieb. Von den Rediohörern wurde sie 1971 zur Sängerin des Jahres gewählt. Auf Grund ihrer Popularität wurde ihr 1977 als einziger Frau der Titel Ustād („Meistersängerin“) verliehen.
Nach der Sowjetischen Intervention 1979 blieb Mahwash zunächst in Afghanistan, floh aber 1991 nach Pakistan. Nachdem sie Morddrohungen aus Afghanistan erhielt, gewährten ihr die USA politisches Asyl. Mahwash lebt mit ihrer Familie im kalifornischen Hayward.
Seitdem sie in den USA lebt, tritt sie dort und in Europa auf. Ab 2001 war sie Gastsängerin des in Genf beheimateten Ensemble Kaboul, mit dem sie 2003 den BBC Radio 3 Awards for World Music gewann. Im Jahr 2007 kehrte sie auf Einladung des Unternehmers Ehsan Bayat für einen Auftritt nach Kabul zurück. Seit 2008 ist Mahwash Leadsängerin des Weltmusik-Ensembles Voices of Afghanistan, das 2013 das Album Love Songs for Humanity veröffentlichte.

## Diskografie
- 2003: Radio Kaboul (Album, Accords Croisés)
- 2007: Ghazals Afghans (Album, Accords Croisés)
- 2013: Love Songs for Humanity (mit Voices of Afghanistan)